# Madonna della Libera (Castellammare di Stabia)
Madonna della Libera is een plaats (frazione) in de Italiaanse gemeente Castellammare di Stabia.